# Straja, Smolean
Straja (în bulgară Стража) este un sat în comuna Smolean, regiunea Smolean,  Bulgaria. 

## Demografie
Componența etnică a satului Straja
     Bulgari (78,44%)
     Nicio identificare (16,37%)
     Altele (5,17%)
La recensământul din 2011, populația satului Straja era de 116 locuitori. Din punct de vedere etnic, majoritatea locuitorilor (78,44%) erau bulgari. Pentru 16,37% din locuitori nu este cunoscută apartenența etnică.